# Struik
Een struik is een houtige plant die zich onmiddellijk boven of al in de grond vertakt in een aantal takken die meer of minder dik kunnen worden. Doordat er geen centrale stam wordt gevormd, worden struiken niet zo hoog als bomen. 
Struiken komen van nature voor in de vorm van struwelen van 1 tot 5 meter hoog als mantelvegetaties (lintvormige vegetatie bij bosranden).
Dwergstruiken (chamefyten) zijn kleine struiken. Plantensoorten die een dwergstruik vormen zijn onder andere struikhei, gewone dophei, kraaiheide, rode en blauwe bosbes.
In gelaagde vegetaties is de struiklaag (ongeveer 135 tot 800 cm hoogte) de vegetatielaag lager dan de boomlaag en hoger dan de kruidlaag.

## Afbeeldingen

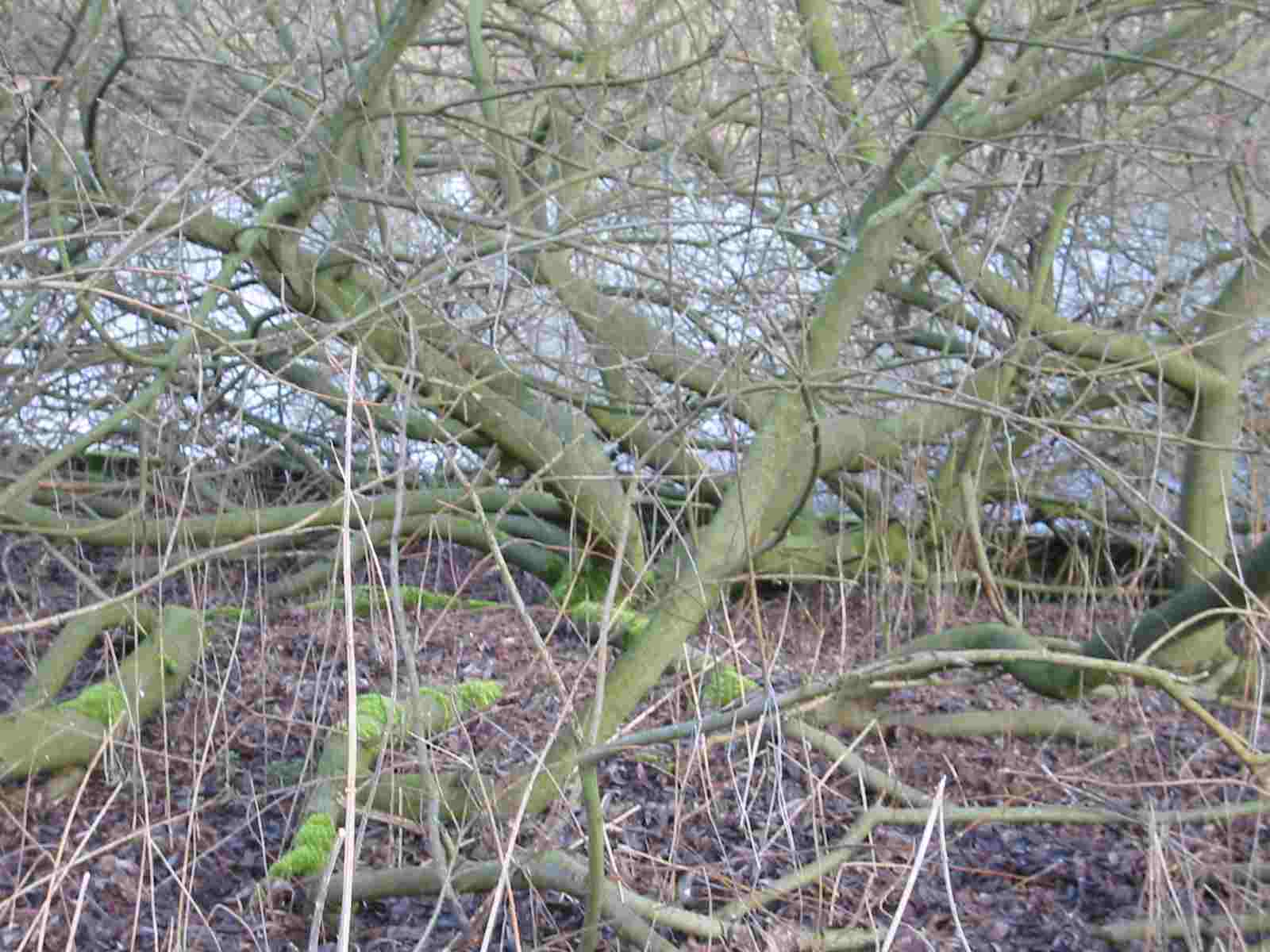
Wilgstruweel in het vroege voorjaar
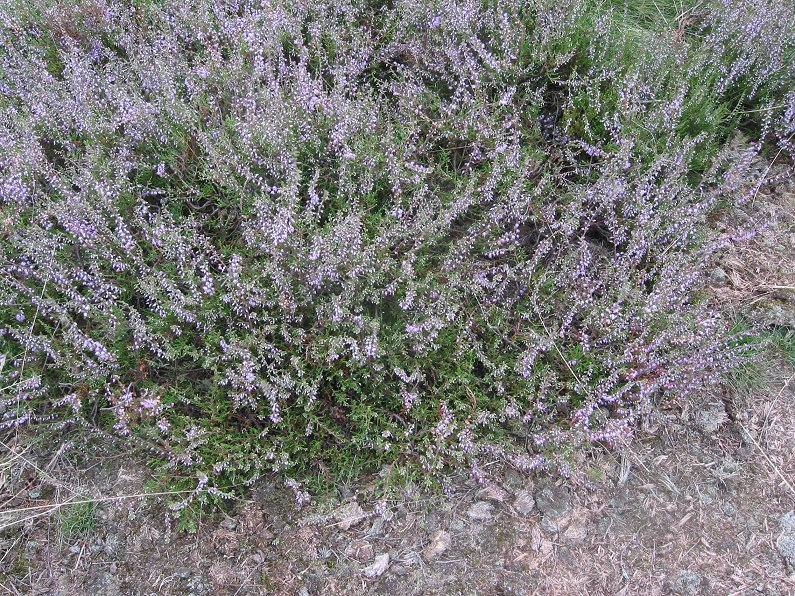
Dwergstruik van struikhei